# شاين سميث (طبال)
شاين سميث هو طبال كندي، ولد في 22 يناير 1979 في آرمسترونغ ‏ في كندا.